# 20 років незалежності України (срібна монета)
«20 ро́ків незале́жності Украї́ни» — срібна ювілейна монета номіналом 50 гривень, випущена Національним банком України. Присвячена 20-річчю незалежності України. 24 серпня 1991 року Верховна Рада України схвалила Акт проголошення незалежності України, який започаткував новий етап у розвитку України як суверенної держави.
Монету введено в обіг 19 серпня 2011 року. Вона належить до серії «Відродження української державності».

## Опис монети та характеристики
| Номінал грн. | Метал            | Маса, г | Діаметр, мм | Якість виготовлення       | Гурт | Тираж, штук |
| ------------ | ---------------- | ------- | ----------- | ------------------------- | --- | ----------- |
| 50           | срібло 999 проби | 500,0   | 85,0        | спеціальний анциркулейтед | гладкий із заглибленими написами: позначення металу, його проби — Ag 999, маси в чистоті — 500,0 г та логотип Монетного двору | 1 000       |

### Аверс
На аверсі монети у центрі стилізованого кола розміщено малий Державний Герб України, а також хрестоподібне зображення вишиваних рушників, між якими — портрети найвидатніших постатей різних періодів нашої історії з написами: «ЯРОСЛАВ МУДРИЙ», «ТАРАС ШЕВЧЕНКО», «МИХАЙЛО ГРУШЕВСЬКИЙ», «БОГДАН ХМЕЛЬНИЦЬКИЙ»; унизу на тлі рушника — рік карбування монети «2011», по колу розміщено написи: «НАЦІОНАЛЬНИЙ БАНК УКРАЇНИ» (угорі) та номінал — «50 ГРИВЕНЬ» (унизу).

### Реверс

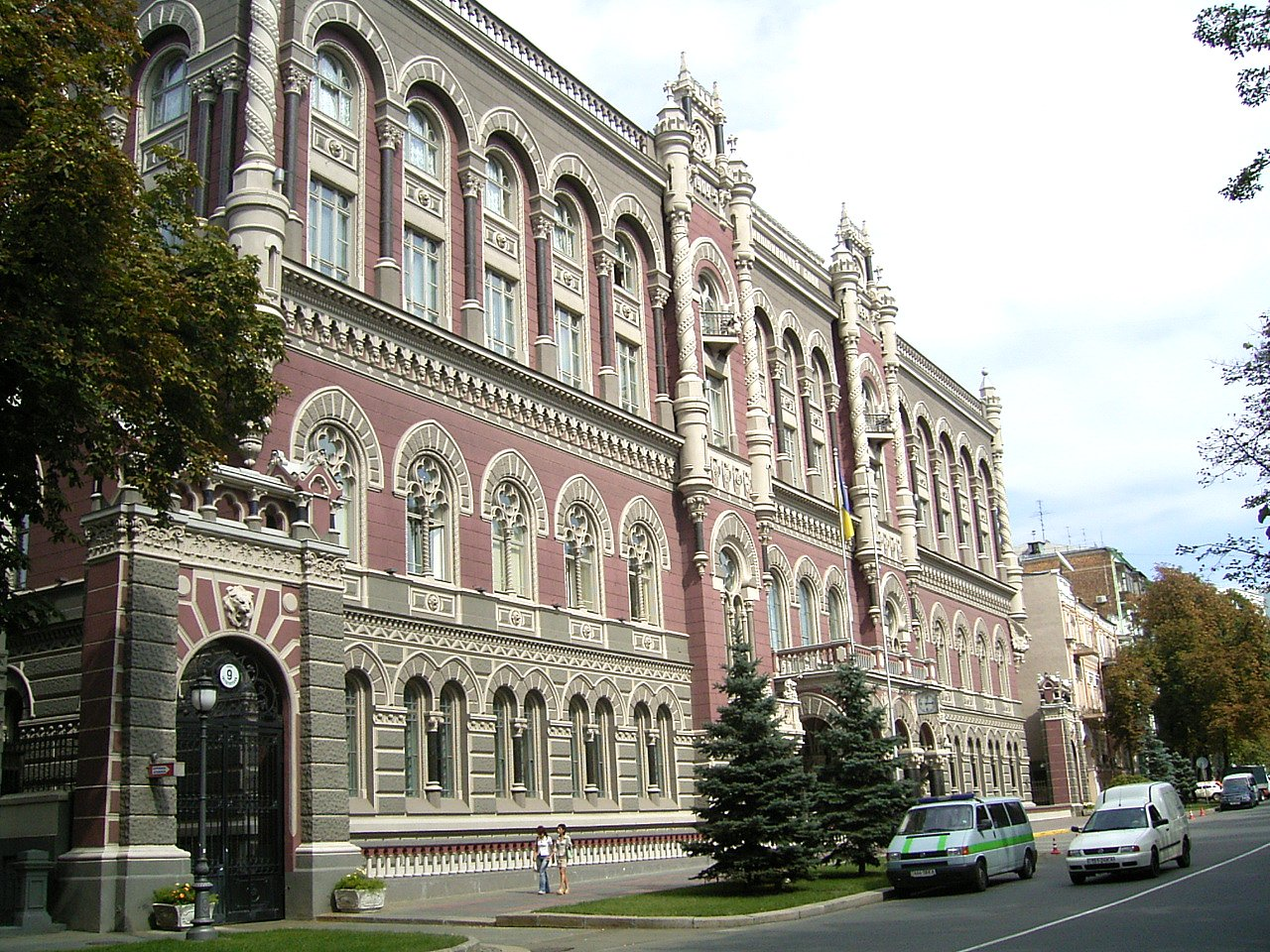
Будівля Національного банку України

На реверсі монети розміщено стилізований вінок із плодів та листя калини, у центрі якого напис: «20 РОКІВ/ НЕЗАЛЕЖНОСТІ/УКРАЇНИ», по колу — стилізовані орнаментальні ромби, між якими зображено літак, комбайн, судно та шахту, що символізують відповідні галузі народного господарства, унизу під колом напис: «24 серпня/ 1991 р.».

## Автори
- Художники: Таран Володимир, Харук Олександр, Харук Сергій.
- Скульптори: Дем'яненко Володимир, Іваненко Святослав.

## Вартість монети
Під час введення монети в обіг у 2011 році, Національний банк України реалізовував монету через свої філії за ціною 6766 гривень.
Фактична приблизна вартість монети з роками змінювалася так:
| Рік        | 2012   | 2013   | 2014  | 2015  | 2016   | 2017   | 2018   | 2019   | 2020   | 2021   | 2022   | 2023   | 2024   | 2025   |
| ---------- | ------ | ------ | ----- | ----- | ------ | ------ | ------ | ------ | ------ | ------ | ------ | ------ | ------ | ------ |
| Ціна, грн. | 11 000 | 12 000 | 8 300 | 8 300 | 10 500 | 14 000 | 15 000 | 14 200 | 13 000 | 22 000 | 25 000 | 29 500 | 47 500 | 48 000 |